# Freccia del Brabante 1981
La Freccia del Brabante 1981, ventunesima edizione della corsa, si svolse il 29 marzo su un percorso di 166 km, con partenza a Sint-Genesius-Rode e arrivo ad Alsemberg. Fu vinta dal belga Roger De Vlaeminck della squadra DAF Trucks-Cote d'Or davanti al connazionale Guido Van Calster e all'olandese Johnny Broers.

## Ordine d'arrivo (Top 10)
| Pos. | Corridore          | Squadra                     | Tempo    |
| ---- | ------------------ | --------------------------- | -------- |
| 1    | Roger De Vlaeminck | DAF Trucks-Cote d'Or        | 4h05'00" |
| 2    | Guido Van Calster  | Splendor-Wickes-Europ Decor | s.t.     |
| 3    | Johnny Broers      | Splendor-Wickes-Europ Decor | a 5"     |
| 4    | Bert Oosterbosch   | Ti-Raleigh-Creda            | a 10"    |
| 5    | Ad Wijnands        | Ti-Raleigh-Creda            | a 24"    |
| 6    | Fons De Wolf       | Vermeer-Thijs               | s.t.     |
| 7    | Sean Kelly         | Splendor-Wickes-Europ Decor | s.t.     |
| 8    | Luc Colijn         | DAF Trucks-Cote d'Or        | s.t.     |
| 9    | Rudy Colman        | Splendor-Wickes-Europ Decor | s.t.     |
| 10   | Frits Pirard       | Boule d'Or-Sunair           | s.t.     |